# 기르겐티 백작부인 인판타 이사벨
기르겐티 백작부인 인판타 이사벨(Infanta Isabel, Countess of Girgenti, 1851년 12월 20일 ~ 1931년 4월 22일)는 스페인의 이사벨 2세와 그녀의 남편인 카디스 공작 프란시스코의 맏딸이었다. 그녀는 1851년부터 1857년까지 스페인 왕위 계승자로 추정되는 상속녀였으며(어머니 이사벨 2세의 상속녀), 1874년부터 1880년까지는 남동생 알폰소 12세의 상속녀였다. 그녀는 스페인 왕위 계승자에게 주어지는 아스투리아스 여공라는 칭호를 받았다. 1868년, 그녀는 양시칠리아의 페르디난드 2세 왕의 아들인 기르겐티 백작 개탄 왕자와 결혼했다. 개탄은 3년 후 자살했다.